# Asistente de dirección

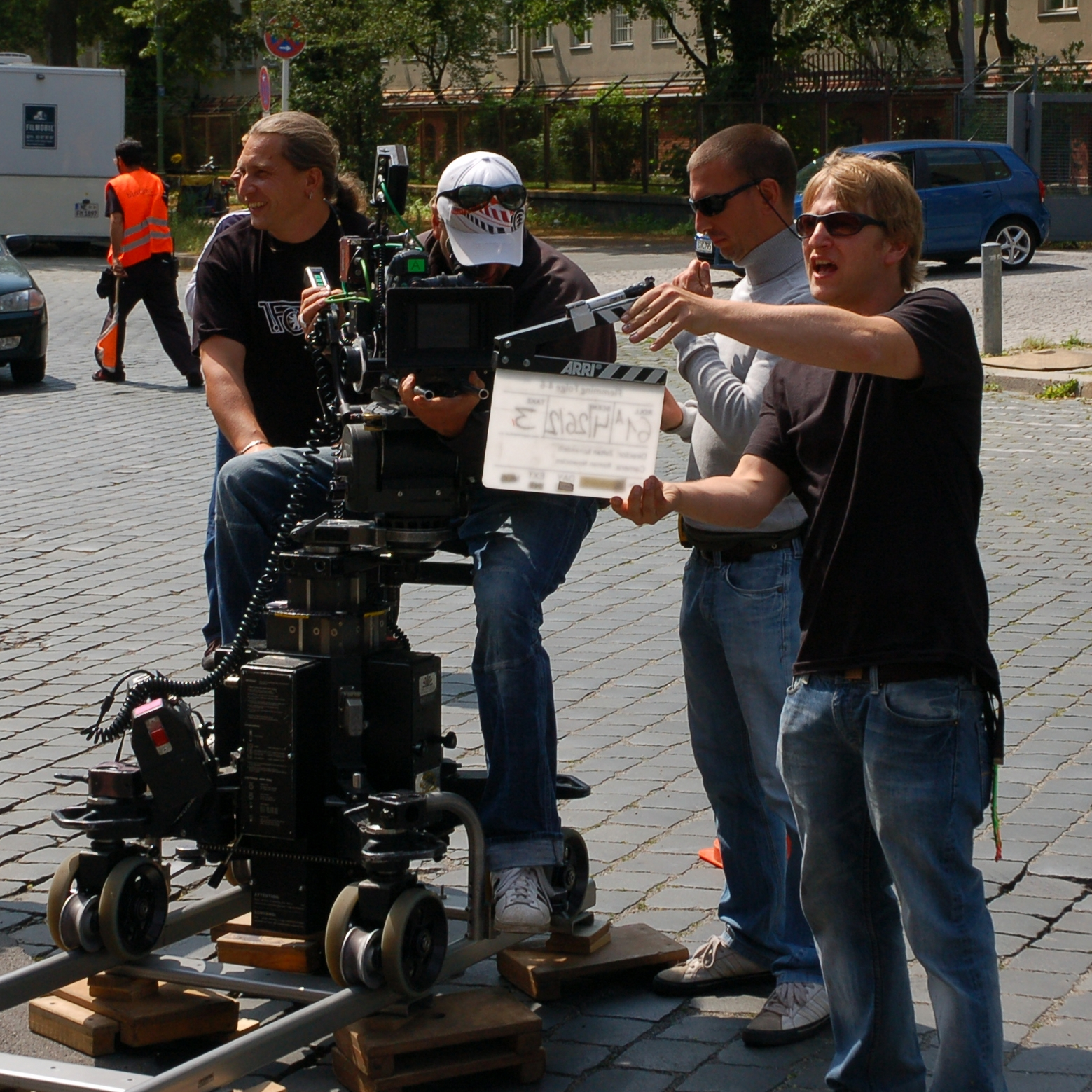
Asistente de dirección.

El asistente de dirección es el ayudante del director de teatro, televisión y cine. Dependiendo del tipo de producción está presente en todas las fases de la producción del filme: preparación, rodaje y posproducción. También, dependiendo del tamaño de la producción el Asistente de Dirección, tiene un equipo de soporte que incluye, segundo asistente de dirección y un grupo de asistentes de producción que están a su disposición. Es el jefe del departamento de producción en el set.
Sus tareas principales son:
- Es el enlace del director con los jefes de los otros departamentos. (Vestuario, iluminación, etc).
- Crear un desglose del guion, remarcando las necesidades: atrezzo, localizaciones, actores, extras, etc.
- Con ayuda del desglose del guion, crea un programa o calendario de rodaje.
- Durante el rodaje su objetivo principal será mantener la película en el presupuesto y horario previamente planeado.

## Rodaje
- Mantiene comunicación con los jefes de los departamentos para asegurar que la filmación ocurra con la menor cantidad de contratiempos posible.
- Dependiendo del director da la orden de "acción" o "corte".
- Con ayuda de su equipo cita a los actores y técnicos.
- Organiza que los actores estén en el maquillaje y vestuario adecuado y preparados para cuando sean requeridos en el set.
- Su equipo se encarga del traslado de los actores hasta el set de rodaje bajo su supervisión.

## Preproducción
Dependiendo de la producción el asistente de dirección puede o no estar involucrado en el proceso de preproducción.     
Preproducción es el trabajo de planeación que se hace antes de la producción